# Jolanta Wilsz
Jolanta Wilsz – polska cybernetyk, kontynuatorka myśli prof. Mariana Mazura. Zaadaptowała teorię systemów autonomicznych do procesu kształcenia, a także problemów teoretycznych i praktycznych pracy i rynku pracy.

## Działalność naukowa
Jolanta Wilsz dyplom magistra inżyniera mechanika uzyskała w 1968 roku na Wydziale Budowy Maszyn Politechniki Częstochowskiej, który ukończyła jako pierwszy w historii tego wydziału stypendysta naukowy.
Pracę na Politechnice Częstochowskiej rozpoczęła jako asystent stażysta, kontynuowała ją jako asystent, starszy asystent, a po uzyskaniu w dniu 28 lutego 1976 roku stopnia doktora nauk technicznych, jako adiunkt – na stanowisku tym na Politechnice Częstochowskiej pracowała do 30 września 1990 roku.
Ze względu na zmianę zainteresowań naukowych od 1 października 1990 roku rozpoczęła pracę w Wyższej Szkole Pedagogicznej w Częstochowie na stanowisku adiunkta (w 2004 roku WSP została przekształcona w Akademię im. Jana Długosza). Po uzyskaniu w dniu 2 kwietnia 1997 roku stopnia doktora habilitowanego nauk humanistycznych w zakresie pedagogiki, od dnia 1 października 1997 roku została zatrudniona na stanowisku profesora nadzwyczajnego. Od chwili powołania w lutym 2001 roku Instytutu Edukacji Technicznej (wcześniej był to Zakład Wychowania Technicznego) na wydziale Matematyczno-Przyrodniczym Akademii im. Jana Długosza, do 21 lutego 2010 roku pełniła funkcję kierownika Zakładu Dydaktyki Techniki, od 22 lutego 2010 roku po restrukturyzacji Instytutu, który został przekształcony w Instytut Edukacji Technicznej i Bezpieczeństwa, do 30 września 2013 roku pełniła funkcję kierownika Zakładu Dydaktyki i Technologii Informacyjnej.
Od 2004 do 2013 roku pracowała również w Wyższej Szkole Pedagogicznej Towarzystwa Wiedzy Powszechnej w Warszawie, na Wydziale Nauk Społeczno-Pedagogicznych w Katowicach.
Pracę w Akademii im. Jana Długosza zakończyła 30 września 2013 roku, a od 1 października 2013 podjęła pracę w Uczelni Warszawskiej im. Marii Skłodowskiej-Curie na stanowisku profesora.
Zainicjowała wydawania rocznika polsko-ukraińskiego pt. „Kształcenie Zawodowe: Pedagogika i Psychologia” – ukazało się XV numerów tego rocznika, w latach 1999 do 2013 roku.
Kierowała trzynastoma grantami uczelnianymi. Również pod jej kierunkiem realizowanych było 16 tematów badawczych finansowanych w ramach działalności statutowej uczelni. Uczestniczyła w sześciu projektach współfinansowanych ze środków Unii Europejskiej w ramach Europejskiego Funduszu Społecznego.
Była promotorem trzech prac doktorskich z dziedziny nauk humanistycznych w zakresie pedagogiki.
Od 1999 roku jest członkiem rzeczywistym Narodowej Akademii Nauk Pedagogicznych Ukrainy, z którą współpracuje od 1997 roku.
Od 1997 roku w okresie pracy w Akademii każdego roku otrzymywała nagrodę rektora I albo II stopnia za osiągnięcia w pracy naukowej (dotyczy to wszystkich lat, w których nagrody te były przyznawane).
We wszystkich okresowych ocenach dokonywanych co cztery lata przez Zespół Oceniający Wyższej Szkoły Pedagogicznej, a następnie Akademii im. J. Długosza w Częstochowie uzyskiwała  oceny wyróżniające.
Podstawowe prace naukowe dotyczą analizy funkcjonowania człowieka w różnych obszarach działalności (m.in. w edukacji, procesie pracy, poradnictwie zawodowym, zarządzaniu zasobami ludzkimi), z wykorzystaniem koncepcji stałych indywidualnych cech osobowości człowieka autorstwa Jolanty Wilsz.

## Dorobek naukowy
Dorobek naukowy Jolanty Wilsz w dziedzinie nauk humanistycznych obejmuje łącznie 4 monografie, ponad 280 publikacji, 19 prac naukowych pod redakcją i współredakcją, udział w ponad 180 konferencjach naukowych. Za najcenniejszą – z naukowego punktu widzenia – należy uznać wydaną w 2009 roku monografię pt. „Teoria pracy”.
Jolanta Wilsz uzyskała następujące certyfikaty:
- certyfikat mentora akademickiego;
- certyfikat trenera akademickiego;
- certyfikat zaświadczający ukończenie szkolenia wewnętrznego: Mentor – współczesny wykładowca.